# Adrasteia (mitologia)

Relevo do século II, provavelmente parte da decoração de uma fonte, representa a alimentação do jovem Zeus por uma figura feminina em cena campestre. Em exibição nos Museus Vaticanos

Na mitologia grega, Adrasteia (em grego: Ἀδράστεια) era uma ninfa que foi responsabilizada com a nutrição, por Reia, do bebê Zeus, em segredo na Caverna Dicteia, para protegê-lo de seu pai, Cronos. A tragédia Reso, não mais atribuída a Eurípedes, faz Adrasteia filha de Zeus, ao invés de sua babá.
Em Crisa, o porto que serviu Delfos, Pausânias observou que "um templo de Apolo, Ártemis e Leto, com imagens muito grandes em obra ática. Adrasteia foi criada pelos crisenses no mesmo lugar, mas ela não é tão grande quanto às outras imagens." Uma mola chamada Adrasteia estava no sítio do templo de Zeus em Nemeia, um templo clássico do final de 330 a.C., mas foi construído em uma plataforma arcaica em um santuário muito antigo perto da caverna do Leão da Nemeia.

## Zeus
Adrasteia e sua irmã Ida, a ninfa do monte Ida, que também cuidou do infante Zeus, foram talvez às filhas de Melisso. As irmãs alimentaram-no com o leite da cabra Amalteia. Os Coribantes, também conhecidos como Curetes, a quem o estudioso Calímaco chama de irmãos, também vigiavam a criança; impediram que Cronos ouvisse o choro do bebê, pois batiam suas espadas e escudos, abafando o som.
Apolônio de Rodes relata que ela deu para o infante Zeus um belo globo (esfaira) para ele brincar, e em algumas moedas cretenses Zeus é representado sentado sobre um globo.

## Epíteto de outras deusas
Adrasteia também foi epíteto de Nêmesis, uma deusa primordial do período arcaico. O epíteto é derivado por alguns escritores de Adrasto, de quem se diz ter construído o primeiro santuário de Nêmesis no rio Asopo, e por outros a partir do verbo grego διδράσκειν (didraskein), segundo o qual significa a deusa que ninguém pode escapar.
Adrasteia foi também um epíteto aplicado a Reia por ela mesma, para Cibele, e para Ananke. Tal como aconteceu com Adrasteia, estas três foram especialmente associadas com a dispensação de recompensas e punições. 
Luciano de Samósata refere-se a Adrasteia/Nêmesis em seu Diálogo dos deuses marinhos, 9, quando Posidão observa para uma nereida que Adrasteia é mais forte do que Nefele, que foi incapaz de evitar a queda de sua filha Hele do carneiro do velocino de ouro.